# كلود كوتور
كلود كوتور هو مؤرخ كندي، ولد في 1956.